# Italo-celtique
En linguistique historique, l’italo-celtique désigne un regroupement des branches italique et celtique de la famille des langues indo-européennes sur la base des caractéristiques partagées par ces deux seules branches et aucune autre. Elles sont généralement considérées comme étant des innovations, probablement développées après l'éclatement du proto-indo-européen. Il est aussi possible que certaines de ces innovations n'en soient pas, et il est alors probable que « ces deux branches » aient simplement conservé en commun des traits archaïques.
Il y a controverse à propos de la cause réelle de ces similitudes, qui peuvent indiquer une parenté généalogique particulière de ces deux branches ou provenir de l'échange de traits linguistiques du fait de leur voisinage historique. Ce qui est communément accepté est que les caractéristiques partagées peuvent être considérées comme des « formes italo-celtiques ».

## Interprétations
L'interprétation traditionnelle de ces données est que ces deux sous-groupes indo-européens sont d'une parenté plus proche l'un à l'autre que par rapport à leurs cogénères indo-européens. Ainsi descendraient-ils d'un ancêtre commun, un phylum proto-italo-celtique, qui peut être partiellement reconstruit par la méthode comparative. Cette hypothèse a été généralement abandonnée à la suite d'un réexamen réalisé par Calvert Watkins (en) en 1966. Cependant, certains chercheurs tels que Frederik Kortlandt ont continué de s'intéresser à cette théorie. En 2002, un article de Ringe, Warnow et Taylor, employant des méthodes informatiques en plus de la traditionnelle méthodologie de regroupement linguistique, a plaidé en faveur de l'existence d'un sous-groupe italo-celtique. En 2007, Kortlandt a tenté une reconstruction d'un proto-italo-celtique.
L'autre possibilité la plus courante est qu'un contact linguistique, en raison d'une proximité aréale ou bien d'une zone de chevauchement, du celtique commun et de l'italique commun pendant une période prolongée aurait favorisé le développement parallèle de ce qui était déjà des langues bien distinctes. Selon Calvert Watkins, « le -ī que partagent l'italique et le celtique est dû au contact précoce, plutôt qu'à une unité primordiale ». La période présumée de contact pourrait alors se situer plus tard et se poursuivre peut-être au cours du Ier millénaire av. J.C.
Si certaines des formes italo-celtiques sont vraiment des archaïsmes, des éléments du proto-indo-européen perdus dans toutes les autres branches, il n'est toutefois pas nécessaire de faire appel à une parenté particulière pour les expliquer. En termes cladistiques, ils correspondent à des symplésiomorphies, qui indiquent bien le rattachement à un groupe (indo-européen, en l'occurrence) mais ne permettent pas de démontrer des rapprochements plus étroits au sein même du groupe. L'italique et plus particulièrement le celtique partagent certains de leurs archaïsmes avec les langues anatoliennes (telles que le hittite) et les langues tokhariennes.

## Formes italo-celtiques
Voici les principaux traits caractéristiques italo-celtiques :
1. le génitif singulier en ī de la déclinaison thématique[6] : en latin : dominus « maître », génitif domini. On trouve cependant des traces du génitif proto-indo-européen *-osio en italique (Popliosio Valesiosio sur la Lapis Satricanus) et en celtique (lépontique et celtibère), ce qui pourrait indiquer que l'expansion du génitif en -ī a eu lieu séparément dans les deux groupes ou s'est produit par diffusion aréale. Le génitif en ī a été comparé à la formation en Cvi du sanskrit, mais il s'agit probablement là aussi d'un développement tardif. Le phénomène peut s'apparenter aux féminins en ī et à la mutation en i du louvite.
2. le subjonctif en ā[6], dérivé d'un ancien optatif. On ne connaît pas d'optatif semblable dans les autres branches de l'indo-européen, mais il peut s'apparenter aux prétérits en ā du balto-slave et du tokharien et au suffixe verbal -ahh du hittite.
3. le formant superlatif *-ism̥mo- : vieil irlandais tressam « le plus fort » < *treksisamos, moyen gallois hynaf « le plus ancien » < *senisamos, lat. maximus « le plus grand » < *magisVmos, pré-samnite ϝολαισυμος « le meilleur »[6].
4. Les terminaisons médianes primaires de la troisième personne *-tro, *-ntro : vieil irlandais do.moinethar « pense », Umb. herter « devrait » < *her(i)tro. La terminaison *-ntro résulte d’une contamination de *-ntor et *-ro et l’innovation s’est propagée de la troisième personne du pluriel à la troisième personne du singulier. Cette innovation n’a pas réussi à évincer complètement *-tor et *-ntor, ni en italique ni en sabellique. Néanmoins, il n’existe aucune preuve de cette contamination ailleurs dans les langues indo-européennes[6].
5. la fusion de l'aoriste et du parfait. Dans les deux groupes, il s'agit d'une évolution relativement tardive des proto-langues et date peut-être de l'époque de leur contact.
6. l'assimilation régressive de la séquence *p...*kʷ en *kʷ...*kʷ[7], antérieure à la disparition du *p en celtique.

PIE *penkʷe « cinq »  → latin quinque, vieil irlandais cóic, breton pemp
PIE *perkʷu- « chêne » → lat. quercus, mais les Hercuniates, la forêt Hercynienne, etc., gaulois *ercu- « chêne »,.
PIE *pekʷ- « cuire » → lat. coquere, bret. pobiñ (< celtique commun *kʷokʷ-o-).
Sur le plan lexical, on constate des ressemblances telles que les mots pour certains métaux (argent, plomb), semblables en italique et en celtique et sans correspondance dans les autres langues indo-européennes :
- lat. argentum : irl. airgead, gallois arian
- lat. plumbum (< *pleudʰom) : m. irl. lúaide (< *φloud-io-)
- lat. saeculum « durée de vie », moyen gallois hoedl « durée de vie » < *sai̯tlom < *seh2itlom, gaulois. deae setloceniae < *sai̯tlokei̯nii̯o- « déesse de la longue vie ». Michael Weiss considère que « cette correspondance est parfaite et, si elle dérive correctement de la racine *seh2i- « lier », montre une évolution sémantique frappante. La plus ancienne signification récupérable pour hoedl et saeculum est « durée de vie ». Ainsi, dans la Rome antique, selon la croyance étrusque, un saeculum s'étendait d'une date importante comme la fondation de Rome jusqu'à la mort de la dernière personne vivante à cette époque initiale. Cette signification pourrait provenir de l'idée d'un nœud liant, marquant les fins de la vie. Cf. ved. párur- ~ párvan- qui signifie « un nœud », « une limite » et aussi « une période de temps fixe ». »[6].
- lat. dē « en bas de », vieil irlandais di, vieux gallois di. Cette préposition, probablement l’instrumental *deh1 d’un radical pronominal *do-, n’a pas de correspondance précise en dehors de l’italique et du celtique. Bien qu’il ne s’agisse que d’un petit mot, l’importance de *deh1 est considérable, selon Weiss, puisqu’il fait partie d’un ensemble relativement restreint de prépositions quasi fonctionnelles[6].
- le latin Sēmō, dieu du serment souvent associé à Hercule, et osc. seemún- correspondent au gaulois. Segomon-, épithète de Mars. Ces formes convergent vers une épithète proto-italique *seg̑ʰo-mō, -mon- « homme fort », un radical secondaire en -mon issu d'un radical thématique *segʰo- « force » (mIr. segh). La forme *seg̑ʰo-mō semble avoir été une épithète divine que l'on ne trouve nulle part ailleurs qu'en italique et en celtiques[6].

En ce qui concerne l'étain, le latin stannum est selon Pline d'origine gauloise, comparable à l'irlandais stán, gallois ystaen. Ces mots sont à rapprocher du gallois taen « saupoudrer, humecter », breton ster « ruisseau ». La recherche d'autres formes italo-celtiques se poursuit aujourd'hui.
Le passif en -r, que partagent l'italique et le celtique, était autrefois considérée comme une innovation caractéristique, mais des éléments comparables ont été retrouvés depuis en hittite, en tokharien et peut-être en phrygien. Il a donc été considéré comme la continuation commune d'un trait archaïque. Néanmoins, ce n'est qu'en italique et en celtique que -r devient un marqueur de diathèse médiane, et seuls le celtique et le latin ont créé un suffixe médian en 1 pl. *-mor. Dans les autres branches qui continuent *‑r, le suffixe est limité aux terminaisons médianes primaires uniquement. Dans le cas du marqueur primaire *-r, les linguistes notent que les groupes les plus proches à l’est, le proto-germanique, le proto-balto-slave, l’albanais et le grec ont tous pris part à l’innovation consistant à remplacer le -r médian primaire par le -i actif primaire.

## Exemple de comparaison: les adjectifs numéraux
| langues italiques | langues italiques | langues italiques | langues italiques | langues italiques | langues italiques | langues italiques | langues italiques | langues italiques | langues italiques | langues italiques | langues italiques | langues italiques | langues italiques | langues italiques | langues celtiques | langues celtiques    | langues celtiques    | langues celtiques    | langues celtiques    | langues celtiques  | langues celtiques | langues celtiques | langues celtiques |
| ombrien           | osque             | latin             | langues romanes   | langues romanes   | langues romanes   | langues romanes   | langues romanes   | langues romanes   | langues romanes   | langues romanes   | langues romanes   | langues romanes   | langues romanes   | langues romanes   | gaulois           | langues brittoniques | langues brittoniques | langues brittoniques | langues brittoniques | langues gaéliques  | langues gaéliques | langues gaéliques | langues gaéliques |
| ombrien           | osque             | latin             | portugais         | galicien          | espagnol          | catalan           | occitan           | français          | italien           | roumain           | sarde             | corse             | romanche          | dalmate           | gaulois           | cambrien             | breton               | cornique             | gallois              | vieil irlandais    | irlandais         | écossais          | mannois           |
| ----------------- | ----------------- | ----------------- | ----------------- | ----------------- | ----------------- | ----------------- | ----------------- | ----------------- | ----------------- | ----------------- | ----------------- | ----------------- | ----------------- | ----------------- | ----------------- | -------------------- | -------------------- | -------------------- | -------------------- | ------------------ | ----------------- | ----------------- | ----------------- |
| uns               | uinus             | unus              | um                | un                | uno               | un                | un                | un                | uno               | unu               | unu               | un                | in                | join              | oino-             | yan / aina           | unan                 | onan                 | un                   | óen                | aon               | aon               | un                |
| tuf               | dus               | duo / duae        | dois / duas       | dous              | dos               | dos/dues          | dos/doas          | deux              | due               | doi               | duos / duas       | dui               | dus               | dói               | duo- / dui-       | tyan / taena         | daou / div           | deu / dyw            | dau / dwy            | dau                | dó                | dhà               | jees              |
| trif              | trís              | tres / tria       | três              | tres              | tres              | tres              | tres              | trois             | tre               | trei              | tres              | trè               | trais             | tra               | tri- / tidres     | teddera / tetherie   | tri / teir           | try / teyr           | tri / tair           | trí / teoir        | trí               | trì               | three             |
| petur             | petora            | quattuor          | quatro            | catro             | cuatro            | quatre            | quatre            | quatre            | quattro           | patru             | bàtoro            | quatru            | quatter           | quatro            | petuar / petru-   | meddera / pedera     | pevar / peder        | peswar / peder       | pedwar / pedair      | cethair / cetheoir | ceathair          | ceithir           | kiare             |
| pumpe             | pompe             | quinque           | cinco             | cinco             | cinco             | cinc              | cinc              | cinq              | cinque            | cinci             | chimbe            | cinque            | tschintg          | čenc              | pempe / pimpe     | pimp / mimph         | pemp                 | pymp                 | pump                 | cóic               | cúig              | còig              | queig             |
| sehs              | sehs              | sex               | seis              | seis              | seis              | sis               | sièis             | six               | sei               | şase              | ses               | séi               | sis               | si                | suexs             | sethera / haata      | c'hwec'h             | whegh                | chwech               | sé                 | sé                | sia               | shey              |
| seftem            | seften            | septem            | sete              | sete              | siete             | set               | sèt               | sept              | sette             | șapte             | sete              | sette             | set               | siapto / sapto    | sextan            | lethera / seetera    | seizh                | seyth                | saith                | secht              | seacht            | seachd            | shiaght           |
| uhto              | uhto              | octo              | oito              | oito              | ocho              | vuit              | uèch              | huit              | otto              | opt               | oto               | ottu              | otg               | uapto / vapto     | oxtu / octu       | hovera / seckera     | eizh                 | eth                  | wyth                 | ocht               | ocht              | ochd              | hoght             |
| nuvim             | nuven             | novem             | nove              | nove              | nueve             | nou               | nòu               | neuf              | nove              | nouă / devet*     | noe               | nove, novi        | nov               | nu                | nauan             | dovera / horna       | nav                  | naw                  | naw                  | noí                | naoi              | naoi              | nuy               |
| desem             | deken             | decem             | dez               | dez               | diez              | deu               | dètz              | dix               | dieci             | zece              | deghe             | déce              | diesch            | dic               | decan             | dick / dec           | dek                  | dek                  | deg                  | deich              | deich             | deich             | jeih              |
| ?                 | ?                 | centum            | cem               | cen               | ciento            | cent              | cent              | cent              | cento             | sută              | chentu            | centu             | tschient          | ciant             | canto- / conto-   | ?                    | kant                 | cans                 | cant                 | cét                | céad              | ceud              | keead             |

* Istro-roumain

## Paléogénétique et diffusion des populations de la culture campaniforme
En 2024, une étude de paléogénétique semble confirmer deux modèles de divergence linguistique spécifiques à la famille des langues indo-européennes : l'hypothèse dite gréco-arménienne, les populations arméniennes et grecques ayant acquis l’ascendance steppique directement des groupes Yamna d’Europe de l’Est, et l'hypothèse italo-celtique, l’arrivée de l’ascendance steppique en Espagne, en France et en Italie ayant été médiatisée par les populations de la culture campaniforme d’Europe occidentale, contribuant probablement à l’émergence de ces deux groupes de langues.